# Линолеум

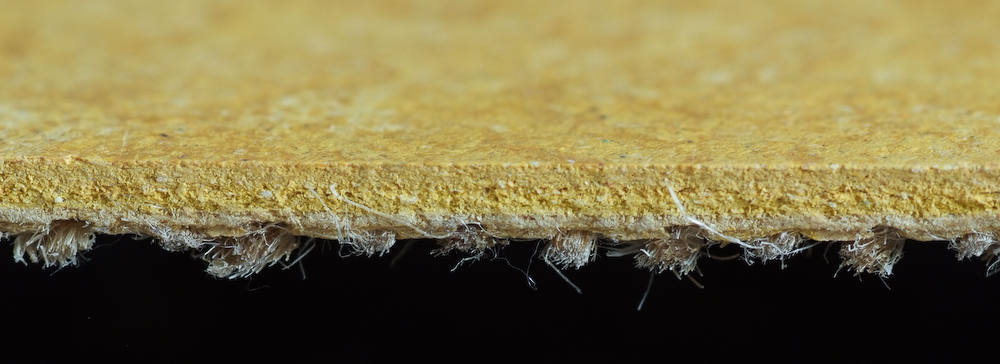
Структура линолеума

Лино́леум (лат. linum — лён, полотно + oleum — масло) — вид напольного покрытия, в настоящее время преимущественно из полимерных материалов. Выпускается в виде рулонов.

## История

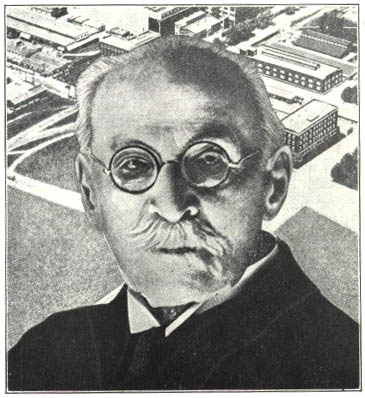
Фредерик Уолтон (1833—1928)

Известно, что методом промасливания ткани викинги придавали парусам своих драккаров дополнительную прочность и защиту от воды и соли. 1627 год отмечен появлением производства «промасленного полотна», которое можно считать дальним предком линолеума. Примерно через сто лет зафиксировано его применение в качестве напольного покрытия. Натан Смит запатентовал этот материал в 1763 году с таким описанием: «… на ткани находится покрывающая её масса из смеси смолы, живицы, испанского коричневого красителя, пчелиного воска и льняного масла, которая наносится в горячем состоянии».
В 1843 году впервые упоминается использование природного каучука и добавление молотой пробки при производстве полотна. Так появился камптуликон (с греч. — «кампто» — гнуть, сгибать). Камптуликон был уже прямым предшественником линолеума. Материал быстро обрёл популярность, но 10 июня 1846 года Р. У. Томсоном была запатентована первая в мире автомобильная шина, что вскоре вызвало скачок цен на каучук, который применялся для производства камптуликона. Производители стали искать замену подорожавшему сырью; заменителем каучука стали льняное масло и льняная олифа (позднее её заменил линоксин).
19 декабря 1863 года англичанин Фредерик Уолтон получил патент № 209/1860 на производство линолеума. Это был тот же камптуликон, но в его ингредиентах не было каучука. Позднее шотландец Майкл Нэйн (англ. Michael Nairn) значительно усовершенствовал технологию производства этого напольного покрытия.

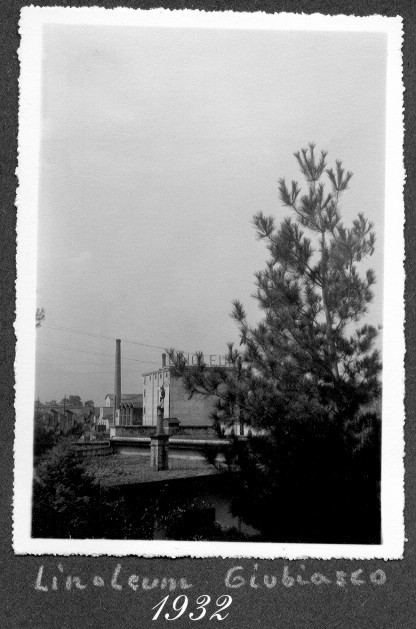
Завод по производству линолеума, 1932

Промышленное производство линолеума впервые начато компанией «Walton, Taylor and Co.» в 1864 г. в городе Стайнес, близ Лондона. Первоначально линолеум получали на тканевой (джутовой) основе из растительных масел (льняного, подсолнечного, тунгового), пробковой муки и др.) — так называемый глифталевый линолеум.
В начале XX века Российская империя была одним из основных производителей линолеума. В Одессе и Риге находились крупнейшие фабрики Европы. После Октябрьской революции Россия утратила позиции мирового лидера в производстве напольных покрытий.
Из-за дефицитности сырья (растительного масла) глифталевый линолеум с 1950-х годов уступил место поливинилхлоридному линолеуму. В СССР и других странах в этот период были закрыты практически все производства линолеума из природного сырья. Строго говоря, поливинилхлоридное напольное покрытие уже не является линолеумом, поскольку его ингредиенты не имеют ничего общего с теми, которые запатентовал Уолтон, однако, по принципу синекдохи (когда название частного переносится на более общую категорию либо наоборот) новый материал сохранил старое название.
Нефтяной кризис 1973 года, поднявший цены на нефть (и, как следствие, на поливинилхлорид), вынудил производителей вновь обратить внимание на природное сырьё. Этому же способствовали экологическое движение по всему миру и растущая экологическая грамотность населения. На начало 2000-х годов мировой объём производства натурального линолеума составил более 40 млн м²/год.
Современная технология производства линолеума такова: льняное масло окисляется, и формируется специальная смесь, называемая линолеумным цементом (англ. linoleum cement). Смесь охлаждается и смешивается с сосновой смолой и древесной крошкой, и тогда формируются листы линолеума.
Крупнейшие мировые производители линолеума — DLW Flooring, Форбо.

## Применение

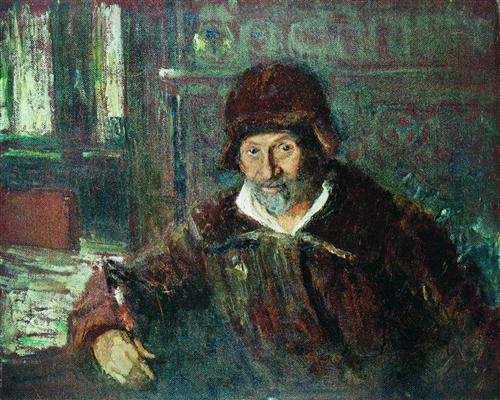
И. Е. Репин. «Автопортрет». Линолеум, масло. 1920. Музей-усадьба «Пенаты»

Линолеум выпускается в виде рулонов длиной от 6 до 45 м, шириной от 0,5 до 5 м при толщине от 1,5 до 5 мм (специальные линолеумы для укладки в производственных, складских, общественных или спортивных сооружениях имеют толщину до 8—9 мм). Линолеум укладывается или наклеивается на ровное сухое основание с помощью полимерных мастик или специальных клеёв. В сборном домостроении применяется линолеум на тепло- и звукоизолирующей основе, поэтому его можно настилать непосредственно на бетонное основание. Линолеум применяется в качестве основания под масляную живопись и качестве материала для гравировки в технике линогравюры. В 1910-х годах писал на линолеуме И. Е. Репин.

## Виды линолеума

### По связующему материалу
- Натуральный.
- Поливинилхлоридный.
- Резиновый (релин).
- Нитроцеллюлозный.
- Алкидный.

В строительстве наиболее широко используются натуральный и поливинилхлоридный.
Натуральный линолеум — самый старый и самый экологичный отделочный материал из всех линолеумов; имеет высокую износостойкость, низкую горючесть, прочность, устойчивость к истиранию, антистатичность, хорошее сопротивление щелочам и кислотам и сравнительно большой срок службы. В сухих и тёплых помещениях не выгорает, не стирается, не крошится, не издаёт сильных запахов, не теряет первоначального цвета, сохраняя яркость до 20 лет. Имеет самую высокую стоимость среди всех линолеумов, весьма жёсткий и хрупкий на холоде, подвержен воздействию микроорганизмов и плесени (гниению). Натуральный линолеум может быть безосновным или быть изготовлен на основе натуральных тканых или нетканых материалов (например, джутовое, конопляное или льняное волокно). В состав натурального линолеума входят такие натуральные компоненты, как льняное масло, хвойная смола, древесная мука, известковый порошок и натуральные красители.

### По области применения
- Бытовой изготавливается на вспененной основе и на основе из полиэфира. Толщина — 1—4 мм. Несмотря на небольшую толщину, бытовой линолеум имеет достаточно сложную структуру. Срок службы при интенсивной нагрузке — не более 2 лет. Достоинства — разнообразие окрасок и дизайна, мягкость, простота в монтаже и эксплуатации и низкая цена.
- Коммерческий используют в помещениях с максимальной проходимостью и нагрузкой, отличаются высокой износоустойчивостью среди ПВХ-линолеумов и небольшим выбором декора.
- Полукоммерческий аналогичен по структуре бытовому (основа, декоративный слой, защитный слой), но имеет повышенную толщину защитного слоя (до 0,7 мм). Используется в офисных и общественных помещениях, проходных жилых комнатах.
- Специальный — разработанный для специальных задач. Линолеум со спортивным покрытием имеет защитный полиуретановый слой, который придаёт материалу износостойкость и защищает от загрязнений. Линолеум с бактерицидным покрытием обладает стерилизующим эффектом и используется в медицинских учреждениях. Линолеум с противоскользящим покрытием производится с добавлением кварцевой или корундовой крошки, которая образует рельефную поверхность материала. Линолеум со звукоизолирующим покрытием предназначен для помещений со специальными требованиями к акустике.

## Виды ПВХ-покрытия
По структуре
- Гомогенный — однородное по всей толщине полотно, при производстве которого используются гранулы ПВХ и красители. Рисунок расположен не на поверхности материала, а пронизывает всю его толщину и именно это характеризует низкую истираемость гомогенного ПВХ-покрытия. Такое ПВХ-покрытие обычно используется в местах с высокой проходимостью.
- Структура гетерогенного ПВХ-покрытия включает от 2 до 6 слоёв, а толщина достигает 6 мм. Основой гетерогенного ПВХ-покрытия является стекловолокно. В зависимости от сложности и качества ПВХ-покрытия, в его структуру входит от 1 до 6 слоёв ПВХ, подложка из натуральной ткани, нетканого волокна или вспененного ПВХ.

По наличию основы
- Безосновные.
- На ворсовой основе из полиэстера.
- На вспененной ПВХ-основе.

## Характеристики
- Ширина рулона.
- Вес квадратного метра.
- Общая толщина листа линолеума[3].
- Толщина верхнего защитного слоя.
- Класс использования
  - 21 класс — помещения кратковременного пользования (например, спальные комнаты);
  - 22 класс — гостиные, кухни, детские комнаты;
  - 23 класс — прихожие, коридоры и места общего пользования в коммунальных квартирах;
  - 31 класс — номерной фонд в отелях, кабинеты руководителей, конференц-залы;
  - 32 класс — помещения для сотрудников с «сидячей» работой, детские сады, примерочные и бутиковые зоны в магазинах;
  - 33 класс — коридоры и офисные помещения с большим количеством сотрудников, магазины, школы;
  - 34 класс — аэропорты и вокзалы, кинотеатры, магазины и т. д.;
  - 41 класс — «тихие» производства, где работают преимущественно сидя (швейные цеха, ремонт электроники и т. д.);
  - 42 класс — производства со средней интенсивностью, где иногда применяются транспортные средства и механизмы;
  - 43 класс (износостойкий линолеум) — промышленные и складские помещения с постоянным использованием механизмов.
- Класс применения. Обозначается двузначным числом, первая цифра которого означает тип помещений (2 — жилые, 3 — офисные, общественные, 4 — производственные), а вторая — степень интенсивности нагрузки (1 — низкая, 2 — средняя, 3 — высокая, 4 — очень высокая).
- Группа истираемости:
  - F — самая низкая степень износоустойчивости (изменение толщины от 0,3—0,6 мм);
  - М — низкая степень износоустойчивости (изменение толщины от 0,15—0,3 мм);
  - Р — средняя степень износоустойчивости (изменение толщины от 0,08—0,15 мм);
  - Т — самый износоустойчивый слой (изменение толщины менее 0,08 мм).
- Истираемость.
- Устойчивость к ножкам мебели и каблукам обуви.
- Коэффициент теплоусвоения — не более 12 Вт/м²[4].
- Срок службы — 10—15 лет.

## Настилка линолеума
Пол подметают. Рулоны раскатывают, выдерживают в тёплом помещении трое суток, затем раскраивают (прирезают по контуру помещения). Припуски на усадку (10 мм) при этом оставляют со всех сторон. Полотна расстилают на полу и выдерживают в течение 15—20 дней. Затем каждое полотно линолеума приклеивают к основанию по всей площади. Швы между полотнами свариваются с использованием специальных шнуров. По окончании работ устанавливаются плинтусы.